# Valoria B
M/Y Valoria B, tidigare Femke, är en motoryacht tillverkad av Feadship i Nederländerna. Hon levererades 2018 till sin ägare Amancio Ortega, en spansk affärsman. Valoria B designades helt av De Voogt Naval Architects. Motoryachten är 47 meter lång och har en kapacitet upp till tio passagerare fördelat på fem hytter. Den har en besättning på nio besättningsmän.
Den kostade £27 miljoner att bygga.